# Локхарт (Алабама)
Локхарт (енгл. Lockhart) град је у америчкој савезној држави Алабама. По попису становништва из 2010. у њему је живело 516 становника.

## Демографија
Према попису становништва из 2010. у граду је живело 516 становника, што је 32 (5,8%) становника мање него 2000. године.
| Група             | 2000.       | 2010.       |
| Белци             | 400 (73,0%) | 374 (72,5%) |
| Афроамериканци    | 131 (23,9%) | 130 (25,2%) |
| Азијати           | 0 (0,0%)    | 0 (0,0%)    |
| Хиспаноамериканци | 12 (2,2%)   | 7 (1,4%)    |
| Укупно            | 548         | 516         |